# Wezergebergte
Het Wezergebergte (Duits: Wesergebirge) is een lage bergrug in Noordrijn-Westfalen en Nedersaksen. De rug loopt in westoostelijke richting. Bij Porta Westfalica ligt het meest westelijk gelegen punt. De rug loopt dan via Rinteln naar Hessisch Oldendorf in het oosten. Het Wesergebergte vormt de meest noordelijk rug van het Weserbergland; ten noorden ervan ligt de Noord-Duitse Laagvlakte.
De toppen van het Wezergebergte liggen rond de 300 meter, zij het dat westelijke toppen, ten westen van de doorsnijding door de autosnelweg, iets lager zijn. De meest westelijke top is de Jakobsberg van 235 meter hoogte waarop een televisietoren staat en eindigt in het oosten met de Hohenstein, die 330 meter hoog is.

## Europese wandelroute
Over het Wezergebergte loopt de Europese wandelroute E11. De E11 loopt van Den Haag naar het oosten, op dit moment tot de grens Polen/Litouwen. Ter plaatse heet de route Wesergebirgsweg